# José María Bermúdez de Castro y Pardo
José María Bermúdez de Castro y Pardo (Vivero, Lugo, 8 de julio de 1799 - La Coruña, 6 de septiembre de 1878), también conocido como el VI señor de la Misericordia, fue un militar y político español, que durante el reinado de Isabel II fue jefe político de La Coruña, procurador y diputado a Cortes y alcalde de La Coruña.

## Biografía

### Nacimiento y primeros años
Nació en el pazo de la Misericordia de Vivero el 8 de julio de 1799.
Fue hijo único de Gaspar José Bermúdez de Castro y Taboada y de su segunda mujer María de los Dolores Pardo y Bahamonde y nieto paterno de Diego Luis Bermúdez de Castro Fajardo y Andrade y de su esposa María Ignacia de Taboada Mariño de Lobera y Proaño.
Su padre fue señor de varios mayorazgos y jurisdicciones en Galicia, que mencionaremos más adelante, entre ellas la jurisdicción de San Pantaleón das Viñas, del viejo linaje de los Andrade, donde se enclava el pazo de Montecelo, y la Fortaleza de Gondar, del linaje de los Aldao, así como del mayorazgo de la Misericordia, que incluía el pazo y capilla del mismo nombre y que llevaba aparejado el oficio de alguacil mayor de Millones de la villa de Vivero.
Gaspar José Bermúdez de Castro, que fue alumno del Real Seminario de Nobles de Madrid, había casado en primeras nupcias con Teresa Queipo de Llano y Quiñones, hija de los IV condes de Toreno, con quien no tuvo descendencia, quedándose viudo en marzo de 1797 a los 73 años, después de un largo matrimonio infecundo. En ese momento se concertó con rapidez su segundo matrimonio, casándose por poderes en agosto de ese mismo año con Dolores Pardo, hija del Señor jurisdiccional de Taboy, Juan Pardo de Ribadeneyra, Regidor perpetuo de Lugo, y de Rosa Bahamonde y Quiroga. Su hijo José María nacería dos años después, cuando su padre contaba 75 años de edad.
Fueron sus padrinos sus tíos José Bermúdez de Castro y Taboada, Teniente General de la Real Armada, ministro del Tribunal especial de Guerra y Marina creado en 1812, comandante de la Real Compañía de Guardias Marinas, caballero de Justicia de la Orden de Malta y su decano en España, y Ana Gertrudis Bermúdez de Castro y Taboada, marquesa de Camarasa y grande de España.
Nuestro biografiado vivió sus primeros años de vida en el pazo que le vio nacer quedándose huérfano en julio de 1804 al fallecer su padre, quien recibiría sepultura en la capilla de la Misericordia, de patronato familiar.
Por mediación de su tío y padrino, el Teniente General de la Armada José Bermúdez de Castro, residente en Cádiz, antes mencionado, se empezó a preparar su ingreso en la Real Compañía de Guardias Marinas, como más adelante se dirá.
Su madre ejerció, dada su minoría de edad, la administración de los bienes heredados de su padre, hasta que en 1812 pidió infructuosamente a las Cortes de Cádiz autorización para mantener la citada administración por ir a contraer segundas nupcias con el brigadier de la Armada Francisco de Paula Saavedra, coronel del VI Regimiento de Infantería Real de Marina y caballero de la Orden de San Hermenegildo.
A partir de este momento José María Bermúdez de Castro alternaría siempre su residencia entre El Ferrol y La Coruña, pasando al final de su vida largas temporadas en el pazo de Montecelo, sin olvidar sus puntuales estancias en el pazo de la Misericordia.

### Matrimonio y descendencia
Casó el 9 de septiembre de 1817 en la parroquia de Santiago de La Coruña, cuando solo tenía diecisiete años y su futura mujer catorce, con María del Carmen Mosquera y Ribera, nacida en La Coruña el 16 de febrero de 1803, hija de Gonzalo María Mosquera y Arias Conde, inmediato sucesor entre 1819 y 1829 de los títulos de marqués de Aranda y marqués de Guimarey, señor de Bentraces, maestrante de Valencia, coronel de Milicias montadas honradas de La Coruña, miembro de su Junta de Censura en 1813 durante el periodo constitucional y su Regidor en 1814, y de su esposa María Joaquina Ribera y Pardo-Osorio. De esta forma Bermúdez de Castro emparentó por vía de afinidad, con Nicolás de Múzquiz y Aldunate, II conde de Torre Múzquiz, maestrante de Ronda en 1831 y con Miguel Pardo Bazán, militar y Diputado a Cortes, casados respectivamente con sus cuñadas Luisa y Joaquina Mosquera. Asimismo José María y su mujer, Carmen Mosquera, fueron padrinos del sobrino de ambos José María Pardo Bazán y Mosquera, I conde de Pardo Bazán, padre de la eximia novelista Emilia Pardo Bazán y de la Rúa Figueroa .
Del citado matrimonio Bermúdez de Castro y Mosquera nacieron cinco pero quedaron cuatro hijos: 
1. Francisco de Paula Bermúdez de Castro y Mosquera, coronel de Artillería, quien tuvo un papel protagonista en Madrid durante la revolución de 1848, nacido en La Coruña en 1819 y fallecido en Madrid en 1892, casado en la Villa y Corte en 1847 con Aurelia Suárez de Deza y Tineo, hija de Apolinar Suárez de Deza y Caamaño, senador del Reino y diputado a Cortes, uno de los hidalgos con mayor patrimonio de Galicia, que temporalmente residía en su pazo de Mariñán, de cuyo matrimonio tuvo tres hijos: Gerardo Bermúdez de Castro y Suárez de Deza, heredero del pazo de Mariñán, señor de Láncara, soltero, Ricardo Bermúdez de Castro y Suárez de Deza, casado con María del Amparo de Navia-Osorio y Sánchez-Arjona, hija de los marqueses de Ferrera, sin sucesión, y Matilde Bermúdez de Castro y Suárez de Deza, casada con Manuel Orriols y Retortillo, IV conde de Torres, también sin sucesión.
2. José Bermúdez de Castro y Mosquera, comandante de Artillería, nacido en El Ferrol en 1821 y fallecido en La Coruña en 1853, casado en el pazo de Montecelo en 1847 con María de la Aurora del Río y Ozores, de la familia de los condes de Priegue, con la que tendría a Alfredo Bermúdez de Castro y del Río, alcalde de La Coruña en 1897, con sucesión de su matrimonio con Isabel Plá y Santos-Suárez, nieta de Buenaventura Plá y Cancela, alcalde de Lugo y diputado a Cortes y sobrina nieta del célebre jurisconsulto Benito Plá y Cancela, vicepresidente del Congreso, diputado y consejero de Estado.
3. Amalia Bermúdez de Castro y Mosquera, nacida en El Ferrol en 1823 y fallecida en el pazo de Baldomir en 1894, casada en La Coruña en 1848 con el general asturiano Mamerto Díaz-Ordóñez y Suárez-Miranda, con quien tuvo sucesión extinguida en la segunda generación.
4. Enrique Bermúdez de Castro y Mosquera, nacido en La Coruña en 1825, donde falleció en 1865, casado en Lugo en 1864 con su prima segunda Rita Pardo del Monte, con quien no tuvo sucesión.[8]

### Carrera profesional y política
Ingresó muy joven como dijimos en la Real Compañía de Guardias Marinas, en El Ferrol, sentando plaza en 1811, durante la Guerra de la Independencia, y se retiró en los años veinte como Oficial de Infantería Real de Marina. 
La práctica totalidad de su carrera en la Armada la desarrollaría en el citado cuerpo con base en El Ferrol, donde tenía diversas propiedades.
Los Bermúdez de Castro pertenecían a la élite política de la época isabelina. Nuestro protagonista perteneció a esa hidalguía gallega que rompió definitivamente con el absolutismo y con el carlismo y apostó por el liberalismo. En su juventud fue no solo liberal sino liberal exaltado, miembro activo de la Sociedad Patriótica, formó parte de manera destacada de la Milicia Nacional y posteriormente de la Guardia Nacional.
En el año 1834, cuando se recuperó el liberalismo en España, fue Comandante de la Milicia Urbana de La Coruña y de los primeros en proclamar su lealtad a la Reina Isabel II. Pretendió infructuosamente durante este periodo convulso que le nombraran Coronel del Regimiento de Milicias Provinciales de Betanzos.
En esta época se generalizaron las tertulias en las que se trazaron sobre todo iniciativas de beneficencia y alguna conspiración política. En ellas tuvo papel preeminente la mujer de José María, Carmen Mosquera. Participó en la constitución de la Sociedad de Señoras de Beneficencia, de la que formaron parte destacadas figuras del liberalismo coruñés, entre otras la condesa de Espoz y Mina Juana de Vega, viuda del heroico General Espoz y Mina, Francisca Roldán, heredera del Condado de Taboada y viuda del Regente Pedro Agar, María del Pilar Losada, hija del XII conde de Maceda, casada con el Brigadier Antonio Ozores, VIII conde de Priegue o Rosa Taboada, casada con el capitán general de Galicia Domingo Antonio Loriga. A estas actividades culturales se vincularían más tarde las jóvenes Concepción Arenal y Rosalía de Castro.

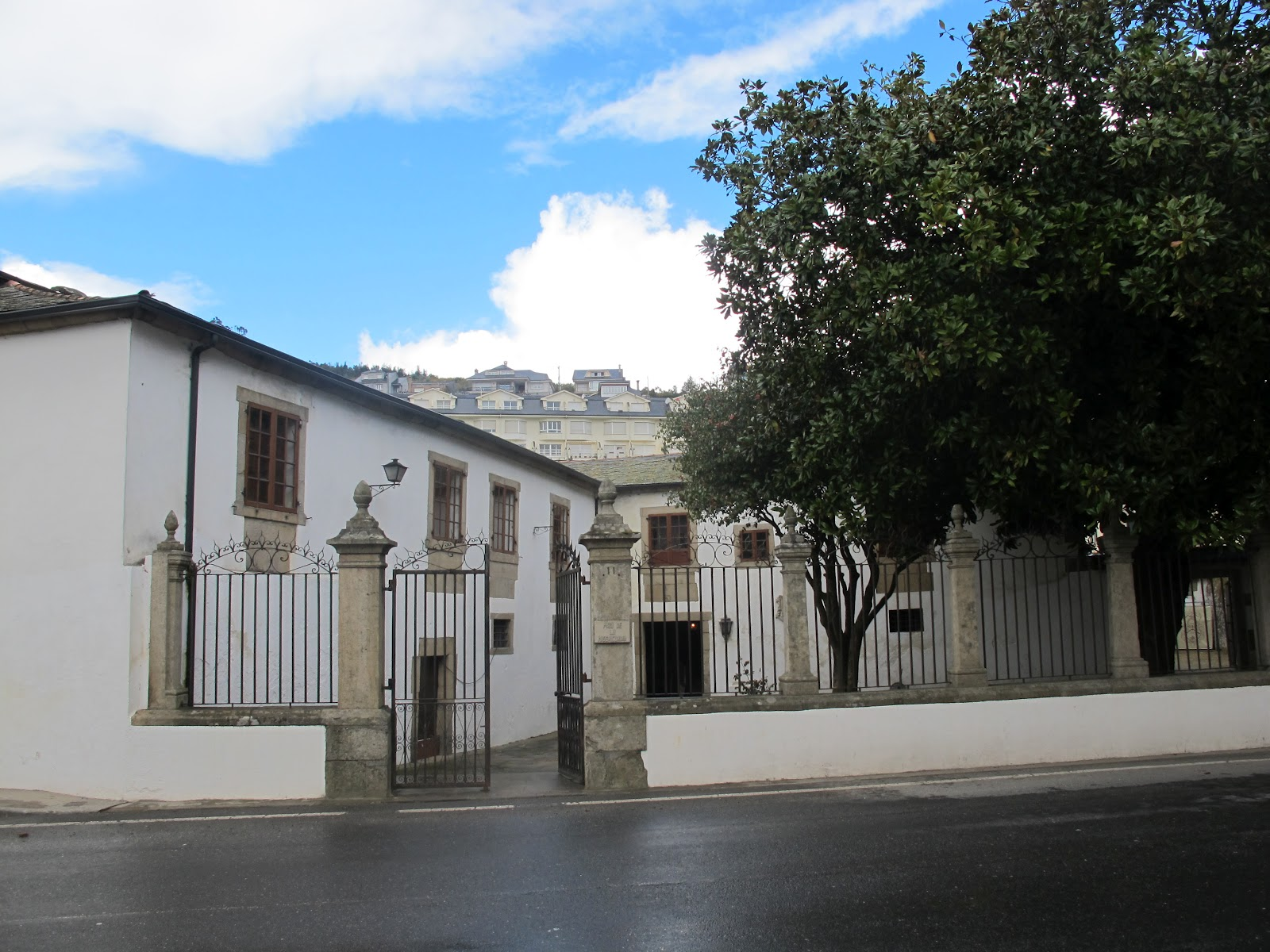
Pazo de la Misericordia, donde nació José María Bermúdez de Castro en 1799.

Nuestro biografiado fue elegido procurador en Cortes por primera vez en las elecciones que se celebraron el 26 de febrero de 1836, durante la vigencia del Estatuto Real de Martínez de la Rosa, que estableció un sistema bicameral formado por el Estamento de Procuradores y el Estamento de Próceres. Resultó elegido por la provincia de Lugo, dadas sus vinculaciones con la misma. 
El 5 de marzo de 1836 dirigió un oficio a la autoridad gubernamental y a la Junta Electoral de Lugo para agradecer la confianza depositada en su persona, exponiendo su alegría por poder representar a la provincia que le vio nacer y haciendo promesa de trabajar en las Cortes por el progreso de la provincia de Lugo llevando a la Cámara todos los aspectos que contribuyeran a ello:

“Este grato recuerdo y especial confianza que he merecido á la provincia de Lugo, en la que he visto la luz primera, queda grabada en mi corazón de una manera difícil de esplicar. Puede V.S. persuadirse de que consagraré todas mis tareas en justo obsequio de esa provincia, esperando de V.S., como su digno gefe, se servirá comunicarme cualquiera cosa que crea útil al bien general de la misma, para yo poderlo hacer presente en el Estamento”.
José María Bermúdez de Castro, La Coruña, 5-III-1836

Pese a que la Comandancia del depósito de quintos así como la Jefatura de la Guardia Nacional que ostentaba a la sazón le retenían en La Coruña manifestaba su intención de ponerse en marcha para cumplir la misión encomendada por la provincia de Lugo.
Viajó a Madrid en el mes de abril de ese año para tomar posesión del cargo que juró el 3 de mayo de 1836. En las Cortes asumió posiciones más moderadas que el resto de los Procuradores por la provincia, iniciando con ello una estrategia de continuidad política que se mantuvo de cara al futuro. 
Posteriormente volvió a ser elegido en las elecciones del 13 de julio de 1836 pero no se llegó a incorporar al Congreso porque la legislatura se cerró muy pronto como consecuencia del motín de La Granja de San Ildefonso, producido cuando se iban a reunir las nuevas Cortes al estallar distintos levantamientos en varias ciudades que el presidente del Consejo de Ministros Francisco Javier de Istúriz, intentó controlar. En el Real Sitio de La Granja, donde estaban reunidas las Cortes, la guardia, dirigida por los sargentos, se sublevó el 12 de agosto, pidiendo la restitución de la Constitución de 1812. La Reina Gobernadora se vio obligada a acceder, Istúriz fue destituido y unas nuevas Cortes Constituyentes elegidas en las elecciones del 2 de octubre de 1836 promulgarían la nueva Constitución de 1837.

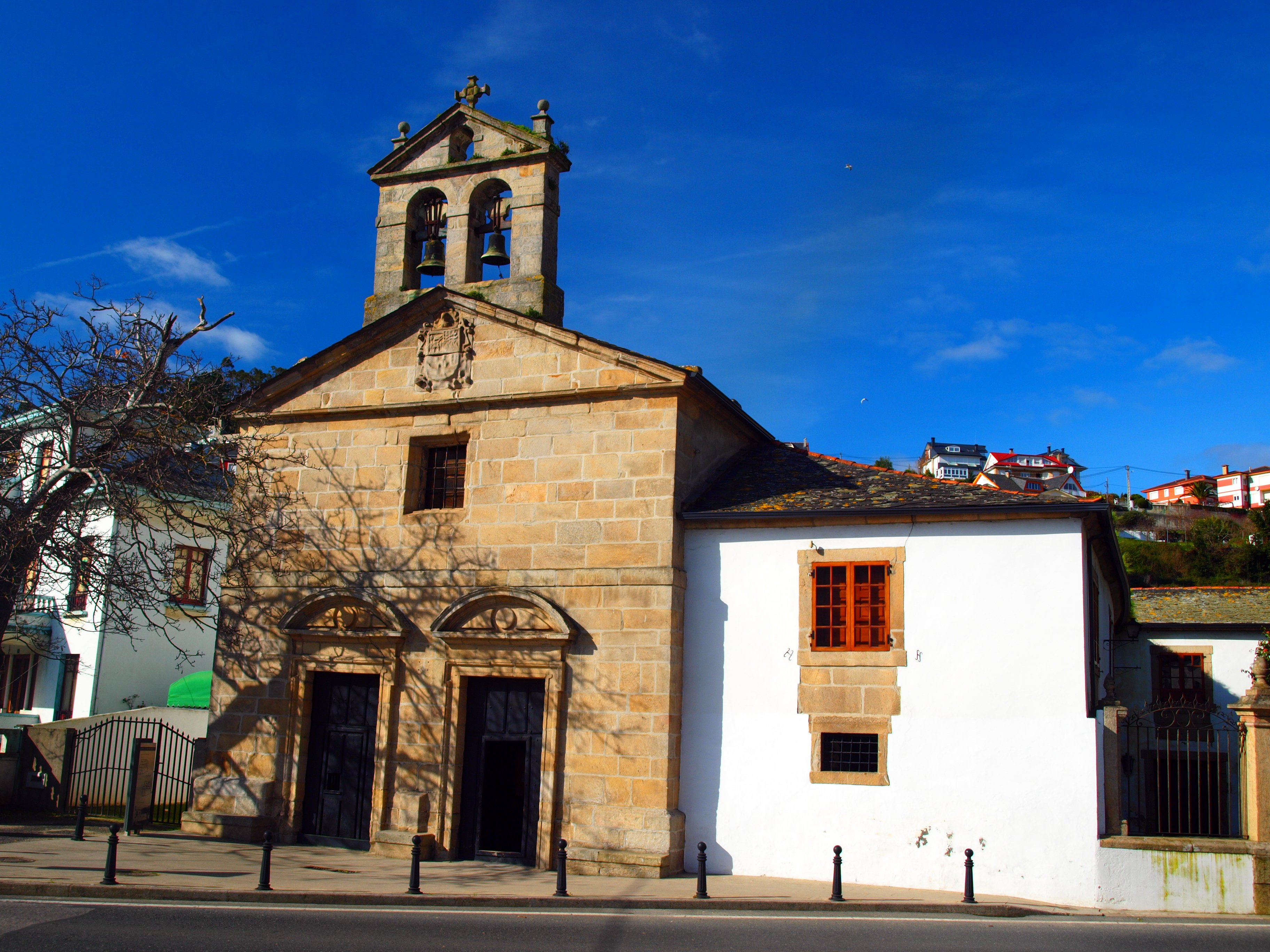
Capilla de la Misericordia, de la que fue patrono José María Bermúdez de Castro.

Fue elegido de nuevo Diputado por Lugo en esas Cortes, participando en el proceso constituyente, firmando la nueva Constitución el 11 de junio de 1837 y jurando su acatamiento el 18 de junio de dicho año. 
Aprovechó su estancia en Madrid para introducirse en los selectos círculos aristocráticos de la Corte a través de sus primos hermanos, Joaquín Gayoso de los Cobos y Bermúdez de Castro, XII marqués de Camarasa, Grande de España y otros muchos títulos, quien residía en la capital desde su matrimonio con Josefa Manuela Téllez Girón y Pimentel, marquesa de Marghini, Dama de la Orden de María Luisa, hija primogénita de los célebres IX Duques de Osuna retratados junto con sus hijos por Goya, y Pilar Gayoso de los Cobos y Bermúdez de Castro, Dama de Honor de la Reina Madre y de la Orden de María Luisa, casada con el XII señor de la Casa de Rubianes, Grande de España, Miguel Gayoso de Mendoza, maestrante de Ronda, quien fue Jefe Político de Madrid durante el Trienio Liberal.
Se clausuró la legislatura el 4 de noviembre de 1837 y puso fin a su estancia en la Corte regresando de nuevo a Galicia.
Siguió no obstante Bermúdez de Castro empeñado en asuntos públicos en su tierra en defensa de la monarquía isabelina frente a los carlistas ya que a finales de 1836 había sido nombrado Jefe Político de La Coruña, ostentando asimismo la Presidencia de su Diputación Provincial y en 1838 substituyó a Vicente Alsina como Alcalde de La Coruña.
A partir de 1840 Bermúdez de Castro desaparece de la vanguardia política hasta el año 1856 en que vuelve a hacerse cargo el 24 de julio de la Alcaldía de La Coruña substituyendo a Juan de Veiga, finalizando su mandato el 31 de diciembre de 1858, en que fue sucedido por José María Patiño. En esta época la mayor parte de las casas de la ciudad, especialmente las de la calle de San Andrés, tenían unos salientes o voladizos que desmerecían estéticamente, por lo que tomó la decisión de derribarlos todos, motivo por el cual fue bautizado por los coruñeses como el marqués del Voladizo.
Durante su mandato en la Alcaldía le tocó organizar la visita que efectuó la Real Familia a La Coruña en 1858.
Fueron varios días de intensos y emotivos festejos. La Reina Isabel II visitó La Coruña en compañía de su marido, el Rey consorte Francisco de Asís de Borbón, y de sus hijos, la Infanta Isabel, de seis años, y el Príncipe de Asturias, el futuro Rey Alfonso XII, de diez meses; también formaba parte del cortejo el General O'Donnell, a la sazón Presidente del Consejo de Ministros, junto con varios Ministros de su gabinete. Procedían de Asturias, habiendo parado previamente en El Ferrol. 
El motivo principal de la visita era la presentación oficial del heredero de la Corona en una campaña de búsqueda de acercamiento y apoyo popular a la monarquía isabelina. Al mismo tiempo el viaje se aprovecharía para realizar diferentes inauguraciones que mostrasen el progreso de España. La Reina llegó por mar al puerto coruñés el 5 de septiembre de 1858 e inauguró al día siguiente las obras de la línea del ferrocarril a Madrid asistiendo durante los días que duró la visita a diversos actos organizados por la ciudad con la participación de su Alcalde. 
Entre los actos más peculiares destacan los realizados en la tarde del sábado 11 de septiembre en la bahía. A las cinco y media de ese día, la Familia Real llegó a la plaza de la Aduana coruñesa, descansó unos momentos en una elegante tienda de campaña de damasco carmesí que se había alzado en ese lugar y saludó a las autoridades, entre ellas al Alcalde Bermúdez de Castro. La Infanta y el Príncipe, vestidos con trajes de labradores gallegos, regalados precisamente por el ayuntamiento coruñés, arrancaron numerosos aplausos del gentío. La Reina alzó en su brazos al Príncipe de Asturias y lo presentó al pueblo, provocando nuevas aclamaciones de entusiasmo. 
Poco después los Reyes ocuparon la falúa real que, dispuesta en forma de góndola veneciana, estaba allí atracada. La tarde era apacible y el mar estaba en calma, provocando una gran expectación que hizo que fuera rodeada de numerosos botes y lanchas engalanadas. 
La falúa real, cuyos remeros vestidos de frac y gorra de galón eran los capitanes y pilotos de los buques mercantes surtos en el puerto, se dirigió hacia la zona de pesca. Al cruzar la línea de los castillos de San Antón y de San Diego se realizaron los veinticinco cañonazos reglamentarios. 
En Seixo Branco les esperaban dos lanchones que ya tenían sus redes de cerco tendidas en las aguas. A una orden de la Reina las dos embarcaciones se fueron acercando lentamente, realizando una suave curva. Al mismo tiempo, un coro de gondoleros cantaba una alegre barcarola: "Ya los barcos con presteza van cercando la mar, ya los diestros pescadores van las redes a lanzar". Al poco rato la superficie de las aguas se llenó con los reflejos plateados del gran banco de sardinas capturado. Concluida la pesca unos cañonazos anunciaron el comienzo del siguiente acto, un simulacro de combate naval. Así acababan los actos de ese intenso día en los que nuestro biografiado tuvo un protagonismo singular.   
Fue nombrado Vicepresidente de la Comisión Provincial de Estadística de La Coruña por Real Decreto de 19 de junio de 1857, cargo honorífico que no tenía retribución ni funciones. 
Finalizaría nuestro biografiado su mandato como Alcalde ese mismo año, el 31 de diciembre de 1858, fecha en la que sería sucedido en el cargo por José María Patiño  
Posteriormente se retiraría de la vida pública dedicándose a la gestión de su patrimonio, mejorando las propiedades desde el punto de vista arquitectónico, especialmente el pazo y capilla de la Misericordia y el de Montecelo, pero también aumentando y mejorando los cultivos, introduciendo el guano como fertilizante, plantaciones de árboles, cultivos de huerta novedosos: remisión de semillas de coliflor, brécol, repollo, lombarda, espárragos, pimientos de Málaga, melón y sandía de Valencia. 
Asimismo efectuó la ampliación de los molinos que al menos desde el siglo XVIII poseía su familia en el Lambre, los conocidos como Molinos del Rey, de Bermúdez o de la Misericordia, hasta convertirlos en una verdadera fábrica de harinas que algún año llegó a moler casi 100.000 ferrados de trigo en sus 16 muelas.

### Mayorazgos y distinciones

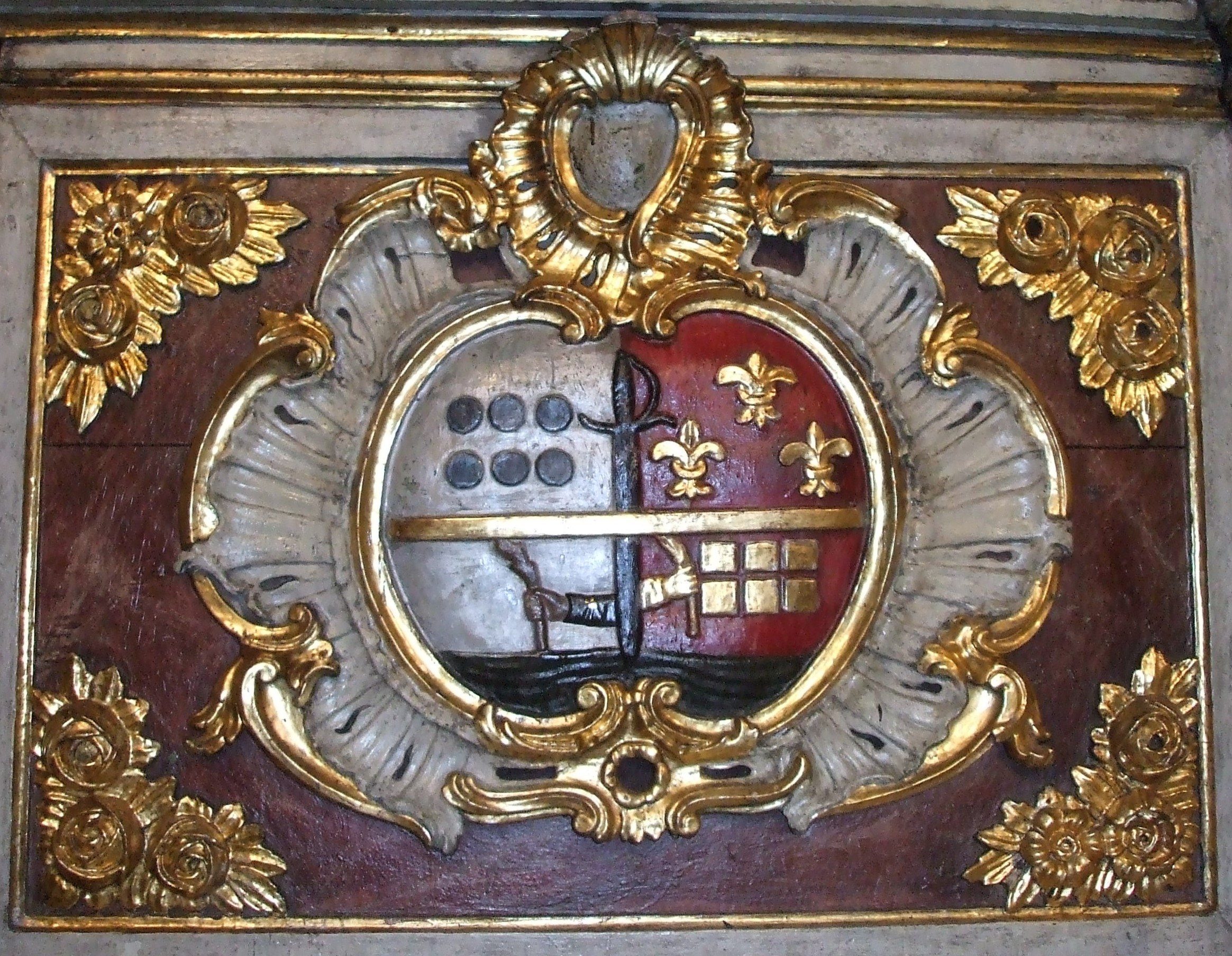
Blasón con las armas de José María Bermúdez de Castro y Pardo.

Perteneció a una familia de la nobleza gallega de origen feudal, con rentas en los partidos de Vivero, Pontevedra, Ribadavia, Santiago de Compostela, El Ferrol y La Coruña; donde poseía entre otros los pazos de Montecelo en San Pantaleón das Viñas (Betanzos); de Gondar en Jeve (Pontevedra); y el de la Misericordia en Vivero.  
Fue por herencia paterna señor de la Fortaleza de Gondar, ejerciendo su jurisdicción sobre las parroquias de San Andrés y Santa María de Jeve y San Martín de Berducido, para lo que obtuvo Real Título refrendado por S.M. el Rey Don Carlos IV dado en La Granja de San Ildefonso el 4 de septiembre de 1807 confirmando el derecho y facultad de nombrar jueces y escribanos en su jurisdicción. Asimismo fue también señor de San Pantaleón das Viñas, de la Torre de Silán, de San Pedro de Gajate, de Refingoy, de Lamas de Rañestres, de Codesido y de los mayorazgos del Bao y de la Misericordia, mayorazgo este último por el que fue conocido, radicado en Vivero, y del que era cabeza el pazo y capilla de la Misericordia y el oficio citado de alguacil mayor de Millones de Su Majestad de la villa de Vivero. 
Posteriormente litigó y ganó seis mayorazgos castellanos que habían quedado vacantes a la muerte en 1805 de Isabel Rafaela Ibáñez de Barnuevo y Peñalosa, marquesa de Zafra. Por sentencia de la Real Chancillería de Valladolid de 14 de septiembre de 1832, le fueron adjudicados, por su mejor derecho a los mismos, los siguientes mayorazgos en Segovia: el fundado por Pablo Giménez y Leonor Suazo para casar a su hijo Antonio con María Peñalosa en 1 de may de 1508; el que instituyó el Licenciado Pedro Mercado e Isabel Salcedo, su mujer, conocido por Paradinas; el de Leonor Mercado, hija de los anteriores, en 4 de noviembre de 1607; el fundado en 1486 por el Protonotario y Canónigo de Segovia Juan Arias Dávila en Armuña, estos cuatro poseídos a la sazón por Felipe de Peñalosa y Villapecellín, señor de Santa Ana de Villacomer, maestrante de Sevilla en 1829; el que fundó el Licenciado Jerónimo Arias de Virués y su segunda mujer Catalina del Campo en Hoyuelos y el de Gabriel de Rojas y María Sandoval, su mujer, conocido por Rojas, Garcillán y Amaya, en 20 de octubre de 1663, estos dos poseídos por los vizcondes de Palazuelos, Antonio del Hierro y Rojas, maestrante de Ronda en 1777 y Jerónimo del Hierro y Rojas, caballero de Santiago en 1847. 

Finalmente en 1846 la Audiencia de Madrid le otorgó el último de los mayorazgos que ganó en pleito, el fundado en Lastras del Pozo por Pedro Mercado y su mujer Inés de Peñalosa por su testamento de 26 de noviembre de 1506, poseído por los Peñalosa desde la muerte de su legítima poseedora Josefa Dominga Catalá de Valeriola y Luján, III duquesa de Almodóvar del Río, Grande de España, IX marquesa de Quirra, VIII marquesa de Ontiveros, VI marquesa de Nules, VIII condesa de Gestalgar, VII condesa de Canalejas, V condesa de Castroponce y VI condesa de la Alcudia, fallecida en 1814 sin descendencia del matrimonio que contrajo con Benito Osorio de Orozco y Lasso de la Vega, IX duque de Ciudad Real, grande de España, VI marqués de Zarreal, IX marqués de San Damián, VII marqués de Mortara, VI marqués de Olías, IX conde de Aramayona, IX conde de Biandrina y VIII conde de Lences. Posteriormente perdió en 1868 el citado mayorazgo de Lastras del Pozo frente a un descendiente ilegítimo de los fundadores, Agustín Galicia Domingo. Los derechos a los mayorazgos castellanos le venían por su bisabuela Paula de Proaño y Rojas, casada en Segovia en 1701 con el pontevedrés Gonzalo de Taboada y Mariño de Lobera, señor de Lamas de Rañestres y regidor perpetuo de Pontevedra. La citada señora era hija del sepulvedano Luis de Proaño y Proaño, Regidor perpetuo de Segovia, caballero de Santiago en 1653 y de Mariana de Rojas Sandoval y Maldonado y nieta materna de Gabriel de Rojas Virués y Mercado, señor de Garcillán, Regidor perpetuo de Madrid, de donde era natural, y de María de Sandoval y Altamirano.

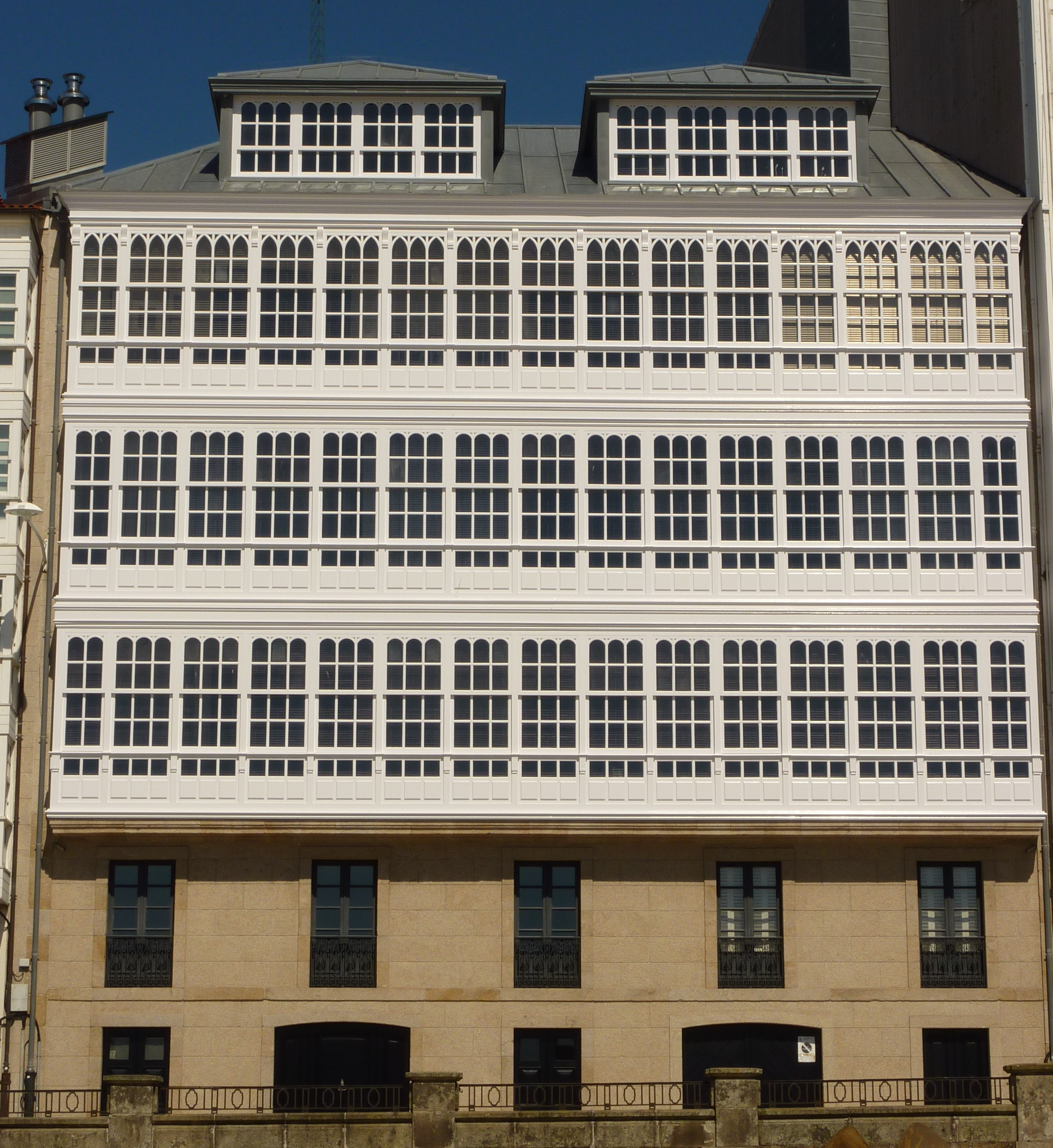
Casa de la calle Tabernas de La Coruña donde vivió y murió José María Bermúdez de Castro.

Fue el último poseedor de los señoríos jurisdiccionales y mayorazgos de su familia, al haberse promulgado en esa época las leyes que acabaron con el régimen señorial y los mayorazgos así como con la distinción de estados.
Se cruzó como caballero de la Orden de Malta en 1810 por intercesión de su tío el Teniente General Bermúdez de Castro, caballero de Justicia de la misma, que solicitó para él la Cruz de Gracia de la Orden. Posteriormente ingresó en la Real Maestranza de Caballería de Ronda en la que hizo el juramento, pleito homenaje y visita de guarnés en El Ferrol el 29 de mayo de 1818 ante el caballero maestrante José María Moscoso de Altamira, I conde de Fontao, siendo testigos del proceso de ingreso José Pimentel y Lemos Montenegro, V marqués de Bóveda de Limia y Juan Ozores y Espada, VII conde de Priegue, brigadier y prócer del Reino. En 1872, ya al final de su vida, fue condecorado por sus servicios con la Gran Cruz de la Orden de Isabel la Católica.

### Fallecimiento
El año 1863 trajo el fallecimiento el 23 de abril de su mujer, a los sesenta años de edad y también el de su madre, fallecida casi centenaria, ambas muertes acaecidas en la casa familiar de la calle Tabernas de La Coruña. 
Vivió estos últimos años en compañía de su administrador, José María Pillado y Sanjurjo, manteniendo en su casa a un eclesiástico, que hacia las veces de capellán de la familia, Gregorio Cabada y Peña, así como una doncella, dos sirvientes, una cocinera y un cochero, lo que da idea del nivel de vida propio de otra época al que todavía y pese a su mentalidad liberal seguía aferrado. 
Murió José María Bermúdez de Castro en su citada casa de la calle Tabernas n.º 12 de La Coruña el 17 de julio de 1878 a los 79 años de edad. Al día siguiente se celebró su funeral solemne en la iglesia de Santiago, siendo acompañados sus restos por una comitiva de cuarenta sacerdotes hasta el Cementerio de San Amaro, donde recibiría sepultura junto a su mujer y su madre. 
Como curiosidad cabe mencionar que la que fue su casa en La Coruña es hoy la residencia del fundador de Inditex, Amancio Ortega.